# Gūr Khvār
Gūr Khvār (persiska: Gūr-e Khār, گور خوار) är en ort i Iran.   Den ligger i provinsen Khorasan, i den nordöstra delen av landet, 800 km öster om huvudstaden Teheran. Gūr Khvār ligger 1 014 meter över havet och antalet invånare är 476.
Terrängen runt Gūr Khvār är kuperad åt sydväst, men åt nordost är den platt. Runt Gūr Khvār är det ganska glesbefolkat, med 35 invånare per kvadratkilometer. Närmaste större samhälle är Mamīz Āb, 7,3 km nordost om Gūr Khvār. Omgivningarna runt Gūr Khvār är i huvudsak ett öppet busklandskap.